# Jean Baptiste de Ternant

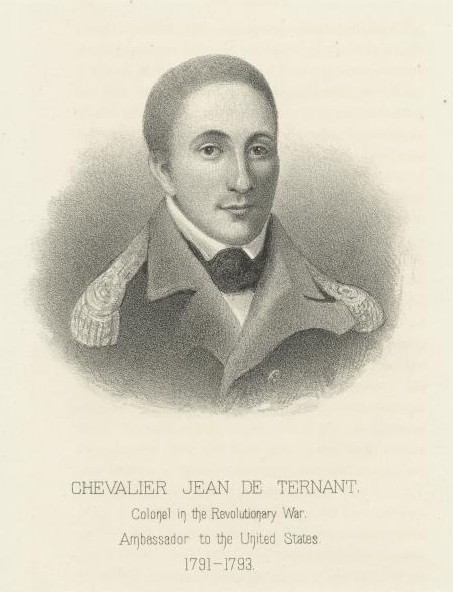
Jean Baptiste de Ternant

Jean Baptiste Ternant, chevalier (geboren am 12. Dezember 1751 in Damvillers; gestorben am 15. November 1833 in Paris) war ein französischer Militär und Diplomat.
Von August 1791 bis Mai 1793 war er als Nachfolger des auf Wunsch der amerikanischen Regierung abberufenen Eléonore François Elie Moustier Botschafter Frankreichs in den Vereinigten Staaten. Hier war er merklich beliebter als sein Vorgänger, schon da er 1778–1783 in den Reihen des Marquis de Lafayette auf Seiten der Amerikaner im Unabhängigkeitskrieg gekämpft hatte. In Paris schenkte man seiner diplomatischen Mission jedoch umso weniger Beachtung, da das Land immer tiefer in die Wirren der Revolution geriet. Nach der Abschaffung der Monarchie wurde Ternant von den regierenden Girondisten von seinem Posten abberufen, sein Nachfolger wurde Edmond-Charles Genêt.
Die Smithsonian verwahrt ein Ölportrait Ternants, gemalt von Charles Willson Peale im Jahre 1781.